# Cacosternum
Cacosternum ist eine Amphibien-Gattung aus der Familie Pyxicephalidae.

## Beschreibung
Die Pupillen sind horizontal. Die Zunge ist birnenförmig, hinten eingeschnitten und frei abhebbar. Gaumenzähne und Gaumenfalten fehlen. Das Trommelfell ist unsichtbar. An den Fingern findet sich keine und an den Zehen fast keine Schwimmhaut. Diese greift nicht zwischen der den Metatarsen der 4. und 5. Zehe ein. Die Finger- und Zehenspitzen sind nicht verbreitert. Praecoracoide fehlen. Die Coracoide sind schlank. Das Sternum ist äußerst klein und knorpelig. Die Querfortsätze des Sakralwirbels sind schwach verbreitert.

## Vorkommen
Die Gattung kommt im südlichen und östlichen Afrika vor.

## Systematik
Die Gattung Cacosternum wurde 1887 von George Albert Boulenger erstbeschrieben. Sie umfasst 16 Arten:
Stand: 10. Mai 2022
- Cacosternum aggestum Channing, Schmitz, Burger & Kielgast, 2013
- Cacosternum australis Channing, Schmitz, Burger & Kielgast, 2013
- Cacosternum boettgeri (Boulenger, 1882)
- Cacosternum capense Hewitt, 1925
- Cacosternum karooicum Boycott, de Villiers & Scott, 2002
- Cacosternum kinangopensis Channing & Schmitz, 2009
- Cacosternum leleupi Laurent, 1950
- Cacosternum namaquense Werner, 1910
- Cacosternum nanogularum Channing, Schmitz, Burger & Kielgast, 2013
- Cacosternum nanum Boulenger, 1887
- Cacosternum parvum Poynton, 1963
- Cacosternum platys Rose, 1950
- Cacosternum plimptoni Channing, Brun, Burger, Febvre & Moyer, 2005
- Cacosternum rhythmum Channing, Schmidtz, Burger & Kielgast, 2013
- Cacosternum striatum FitzSimons, 1947
- Cacosternum thorini Conradie, 2014